# Crnogorski govori
Crnogorski govori su ijekavski/jekavski štokavski govori u Crnoj Gori, tj. u crnogorskom jeziku.

### Naglasni sustavi
Crnogorski govori poznaju dvočlani, tročlani i četvoročlani naglasni sustav:
- dvonaglasni sustav zastupljen je u većini crnogorskih govora;
- tročlačlani naglasni sustav zastupljen je u Lepetanima, Ozrinićima (sa selom Broćanc) i Gusinju;
- četvoročlani naglasni sustav zastupljen je u sjeverozapadnim crnogorskim govorima, Bjelopavlićima, Donjim Pješivcima, Vasojevićima i crnogorskome dijelu Sandžaka.[1]

### Kriteriji za podjelu crnogorskih govora
Kriteriji koji su nekoć u serbokroatistici rabljeni za podjelu crnogorskih govora - a to su: a.) zamjena jata i b.) akcentuacija) - nisu potvrdili znanstvenu utemeljenost podjele crnogorskih govora na dva odijeljena dijalekta (istočno-hercegovački ili mlađi ijekavski [hrv-eas] dijalekt na zapadu i sjeverozapadu i zetsko-južnosandžački ili staroijekavski [srp-zet] u ostalim dijelovima Crne Gore). 
Osim iznimno, crnogorski govori su  (i)jekavski. Također, akcentuacija nije potvrdila prevelike naglasne neujednačenosti crnogorskih govora.

### Podjela crnogorskih govora
U crnogorskim govorima kao cjelini su tri govorne skupine:
- jugoistočna,[2]
- sjeverozapadna i
- skupina govora crnogorskoga dijela Sandžaka.

Broj specifičnosti tri navedene govorne skupine u ogromnom je zaostatku u odnosu na broj njihovih zajedničkih jezičkih crta. Otuda, navedene podjele crnogorskih govora ne treba tumačiti da su oni zasebni dijalekti - jer za takav status ne posjeduju dovoljan broj zasebnih, ni makro, ni mikro, specifičnosti.